# Orthopsyche pakaha
Orthopsyche pakaha là một loài Trichoptera trong họ Hydropsychidae. Chúng phân bố ở miền Australasia.